# Síndrome de Cogan
La síndrome de Cogan és un trastorn rar caracteritzat per queratitis intersticial no sifilítica (una inflamació de la còrnia) i dèficit bilateral audiovestibular (problemes d'audició i vertigen). És més comú en caucàsics que en altres races.

## Història natural
L'inici de la malaltia és generalment un breu episodi de malaltia inflamatòria ocular, en general la queratitis intersticial. Altres afeccions oculars inflamatòries que poden ocórrer inclouen uveïtis, epiescleritis i escleritis. Aquestes condicions causen dolor ocular, llagrimeig (llagrimeig dels ulls) i fotofòbia (dolor ocular amb l'exposició a la llum).
Poc després d'aquests símptomes oculars, els pacients desenvolupen símptomes audiovestibulars bilaterals, inclosa la pèrdua de l'audició, vertigen (marejos) i el tinnitus (brunzit a les orelles). Aproximadament la meitat dels pacients en última instància, desenvolupen la pèrdua de l'audició completa, però només una minoria pateix l'experiència de la pèrdua visual permanent.
Els símptomes sistèmics que poden produir són mal de cap, febre, artràlgia (dolor articular), i vasculitis sistèmica (inflamació dels vasos sanguinis). La vasculitis pot afectar qualsevol vas sanguini, incloent-hi l'aorta. Aortitis col·loca els pacients en major risc d'aneurisma aòrtic, una complicació potencialment mortal.
Els símptomes solen deteriorar progressivament en uns dies. Tot i que l'anàlisi de proteïnes en ESR, CMB, i C-reactiva pot ser anormal i hi pot haver trombocitosi o anèmia, cap d'aquests resultats són indicadors fiables de la malaltia. És essencial un examen amb làmpada de fenedura.